# جامعة بيليفيلد
جامعة بيليفيلد (بالإنجليزية: Bielefeld University)‏ هي جامعة في ألمانيا أُسِّسَت عام 1969.

## إحصائيات
يبلغ عدد طلاب الجامعة 17,554 طالب.

## وصلات خارجية
الموقع الإلكتروني